# Spitalkirche

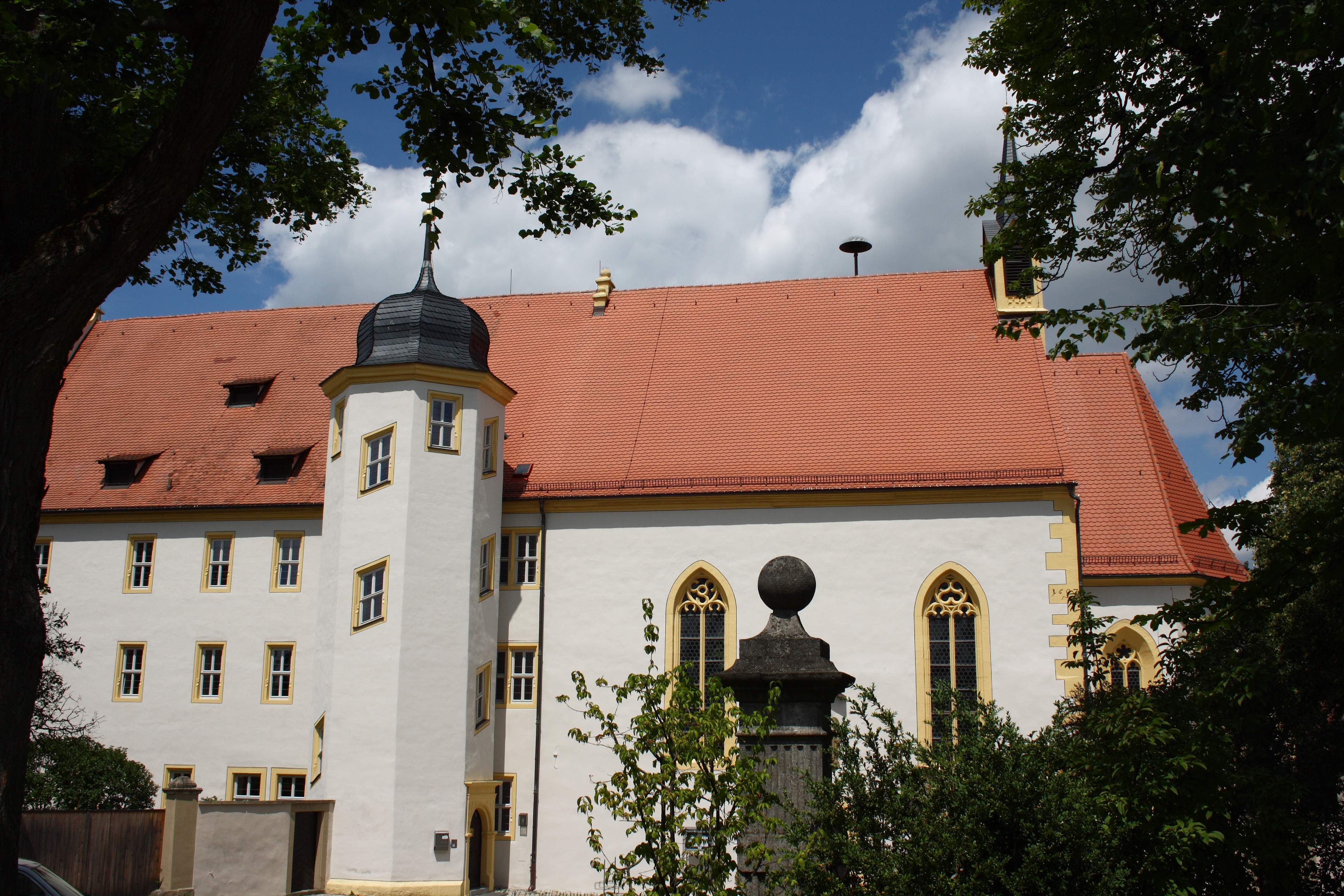
Spitalkirche St. Johannes der Täufer in Iphofen

Eine Spitalkirche (Hospitalkirche, auch Spittelkirche) war eine mildtätige Stiftung im Mittelalter, im engeren Sinne oft auch als Hospitalstiftung bezeichnet. Es waren meist Krankenanstalten, Pflegeheime oder Altersheime, denen ein eigenes Kirchengebäude angehörte. Die Bürgerspitalkirchen in größeren Städten waren dabei nur jenen Einwohnern vorbehalten, die das Bürgerrecht der Stadt besaßen, in solchen Städten gab es dann auch weitere Spitäler und Spitalskirchen für Nichtbürger. Die Wörter Hospital und das davon gekürzte Spital leiten sich vom lateinischen hospes (Gastfreund, Wirt) bzw. von dem dazugehörigen Adjektiv hospitalis (des Gastfreundes, zum Gastfreund gehörig) ab. Ursprünglich bezeichnete Hospital ein meist christlich geführtes Armenhaus.
Nach spätmittelalterlichen Vorstellungen erforderte Krankenpflege hohe Räume, gute Lüftung und ständige Überwachung. Diese waren in den Kirchen angeschlossenen Anbauten durch Emporen oder hochgelegene Laufgänge gegeben. In Spitalkirchen ermöglichte man den Kranken auch den Blick auf den Hochaltar. Dabei waren die Spitalstrakte in der Regel durch Fenster oder Arkadengänge mit den Spitalskirchen verbunden. So bot sich ihnen die Möglichkeit, Gottesdienste mitzuerleben und damit die seelischen Kräfte zu stärken. Manche hegten auch die Hoffnung auf ein Wunder. Die Unterstützung der Hospitalstiftungen durch wohlhabende Bürger waren im Mittelalter auch von der Zuversicht getragen, durch sichtbare christliche Nächstenliebe im Diesseits – in Form von milden Gaben an den Armen – Vergebung von Sünden und Sündenstrafen im Jenseits zu erlangen. Dementsprechend war es für Kranke auch selbstverständlich, täglich für ihre Wohltäter zu beten.

## Spitalkirchen

### Deutschland
- Spitalkirche (Amberg)
- Spitalkirche St. Katharina (Aschaffenburg)
- Spitalkirche St. Johannes (Bad Reichenhall)
- Spitalkirche (Bad Windsheim)
- Spitalkirche (Bad Grönenbach)
- Spitalkirche (Baden-Baden)
- Spitalkirche (Bayreuth)
- Spittelkirche Berlin: Gertraudenkirche (Berlin)
- Spitalkirche Heilig-Geist (Burghausen)
- Spitalkirche (Dettelbach)
- Spitalkirche Heilig Geist (Dillingen an der Donau)
- Spitalkirche Hl. Geist (Dinkelsbühl)
- Spitalkirche Heilig-Geist (Ehingen)
- Spitalkirche (Eichstätt) Kloster Heilig Geist (Eichstätt)
- Spitalkirche Heiliger Geist (Erding)
- Spitalkirche Freiburg, Heilig-Geist-Spital
- Spitalkirche Heilig Geist (Füssen)
- Spitalkirche zum Heiligen Geist (Giengen an der Brenz)
- Spitalkirche (Gundelsheim), Württemberg
- Spitalkirche zum Heiligen Geist (Gunzenhausen)
- Spittelkirche (Hechingen)
- Spitalkirche (Herrenberg)
- Spitalkirche (Hersbruck)
- Spitalkirche (Höchstadt an der Aisch)
- Spitalkirche Hl. Geist (Höchstädt an der Donau)
- Hospitalkirche (Hof)
- Spitalkirche Heilig Geist (Ingolstadt)
- Spitalkirche St. Johannes der Täufer (Iphofen)
- Spitalkirche (Karlstadt)
- St. Dominikus (Kaufbeuren)
- Spitalkirche (Kelheim)
- Spitalkirche (Kronach)
- Spitalkirche Hl. Geist (Kulmbach)
- Ehem. Spitalkirche Hl. Geist (Landshut)
- Spitalkirche Hl. Geist (Landau a.d. Isar)
- Spitalkirche (Lauingen), Donau
- Spitalkirche (Lichtenfels), Oberfranken
- Heilig-Geist-Kirche (Löbau)
- Hospitalkirche St. Georg (Lößnitz)
- Spitalkirche (Mannheim)
- Spitalkirche (Markgröningen)
- St. Peter und Paul (Memmingen)
- Spitalkirche Hl. Geist (München)
- Hospitalkirche St. Clemens (Münster)
- Heilig-Geist-Spital (Nördlingen)
- Heilig-Geist-Spital (Nürnberg)
- Spitalkirche St. Anna und Elisabeth (Öhringen)
- Spitalkirche St. Johannes der Täufer (Passau)
- Spitalkirche Hl. Geist (Pfaffenhofen an der Ilm)
- Spitalkirche St. Katharina (Regensburg)
- Spitalkirche St. Joseph (Rosenheim)
- Spitalkirche Zum heiligen Geist (Rothenburg ob der Tauber)
- Hospitalkirche St. Trinitatis (Schneeberg)
- Zum Heiligen Geist (Schongau)
- Spitalkirche (Schwabach)
- Spitalkirche zum Heiligen Geist (Schwäbisch Hall)
- Spitalkirche (Vilsbiburg)
- Spitalkirche St. Philipp und Jakob, Vogelbach (Pfalz)
- Ehemalige Bürgerspitalkirche Heilig Geist (Vohburg an der Donau)
- Spitalkapelle (Weil der Stadt)
- Spitalkirche zum Heiligen Geist (Weißenburg), Weißenburg in Bayern
- Spitalkirche (Wunsiedel)
- Spitalkirche im Bürgerspital zum Heiligen Geist (Würzburg)
- Spittelkirche (Zittau)

### Estland
- Spitalkirche zu St. Johann in Maakri

### Italien
- Spitalkirche (Bruneck)
- Spitalkirche zum Heiligen Geist (Meran)
- Kirche zur Heiligen Dreifaltigkeit (Schlanders)

### Österreich
- Spitalskirche in Mödling
- Spitalskirche in Oberwölz
- Spitalskirche in Perchtoldsdorf

Bürgerspitalkirchen
- Bürgerspitalkirche in Bad Aussee
- Bürgerspitalkirche in Braunau am Inn
- Bürgerspitalkirche (Gmunden)
- Bürgerspitalkirche in Graz
- Stadtspitalskirche in Innsbruck
- Bürgerspitalskirche in Klagenfurt
- Bürgerspitalkirche in Krems an der Donau
- Altkatholische Bürgerspitalkirche St. Pölten (Kapelle des ehemaligen Spitals)
- Bürgerspitalkirche in Ried im Innkreis (1892 abgerissen)
- Bürgerspitalskirche Maria am Rain in Rottenmann
- Bürgerspitalkirche St. Blasius in Salzburg
- Bürgerspitalskirche St. Veit an der Glan (heute als Kulturzentrum genutzt)
- Bürgerspitalkirche Waidhofen an der Ybbs
- St. Martin (Zwettl)

### Schweiz
- Kirche des Universitätsspitals Zürich